# الغوالم (كدية بني دغوغ)
الغوالم هي إحدى مشيخات المملكة المغربية، تتبع جغرافيا لإقليم سيدي بنور وإداريًا لكدية بني دغوغ. يقدر عدد سكانها بـ 7131 نسمة حسب الإحصاء الرسمي للسكان والسكنى لسنة 2004.